# 吳政憲
吳政憲（1984年11月15日—），是台灣的棒球選手之一，曾效力於中華職棒義大犀牛隊，守備位置為投手。
2010年季末遭到興農牛隊釋出，但2011年因為球隊投手戰力不足，因而再度被興農牛隊簽下，得以回鍋職棒，但2013年再度被義大犀牛隊釋出，正式結束職棒生涯。

## 經歷
- 屏東縣墾丁國小少棒隊
- 屏東縣美和中學青少棒隊
- 屏東縣美和中學青棒隊
- 國立體育學院棒球隊（台灣啤酒）
- 美國短期聯盟阿拉斯拉淘金人（2006年）
- 中華職棒統一獅隊二軍借將（2007年）
- 中華職棒興農牛隊代訓球員
- 中華職棒興農牛隊（2009年—2012年）
- 中華職棒義大犀牛隊（2013年）
- 義守大學棒球隊教練（2013年9月—12月）
- 中華職棒義大犀牛隊訓練員（2014年—2016年）

## 職棒生涯成績
| 年度   | 球隊     | 出場 | 勝投 | 敗投 | 中繼 | 救援 | 完投 | 完封 | 四死 | 三振 | 責失 | 投球局數 | 防禦率 |
| ------ | -------- | ---- | ---- | ---- | ---- | ---- | ---- | ---- | ---- | ---- | ---- | -------- | ------ |
| 2009年 | 興農牛   | 7    | 0    | 0    | 0    | 0    | 0    | 0    | 12   | 4    | 8    | 10.2     | 6.75   |
| 2010年 | 興農牛   | 11   | 0    | 0    | 0    | 0    | 0    | 0    | 10   | 5    | 7    | 11.2     | 5.40   |
| 2011年 | 興農牛   | 34   | 3    | 1    | 1    | 0    | 0    | 0    | 47   | 21   | 50   | 67.1     | 6.68   |
| 2012年 | 興農牛   | 24   | 0    | 0    | 0    | 0    | 0    | 0    | 24   | 23   | 34   | 42.2     | 6.42   |
| 2013年 | 義大犀牛 | 6    | 0    | 0    | 0    | 0    | 0    | 0    | 4    | 8    | 8    | 6.0      | 12.00  |
| 合計   | 5年      | 80   | 3    | 1    | 1    | 0    | 0    | 0    | 97   | 53   | 99   | 143.1    | 6.72   |

## 特殊事蹟
- 2009年8月1日，一軍生涯初登板於新莊棒球場對戰兄弟象隊，在2局下登板，後援2.1局被擊出7支安打、失6分、5分責失無關勝敗。
- 2011年8月16日，於洲際棒球場對戰統一7-ELEVEn獅隊，在8局上登板，中繼1局無失分拿下一軍生涯首次中繼成功。
- 2011年9月02日，於屏東棒球場對戰Lamigo桃猿隊擔任先發投手，主投5局用68球，被擊出4支安打、失3分拿下一軍生涯首場勝投。

## 外部連結
- 吳政憲在台灣棒球維基館上的頁面（繁體中文）
- 球員資訊和成績在中華職棒官網（中文）